# Замок Ґоццобурґ
Замок Ґоццобурґ (нім. Gozzoburg) — замок міста Кремс-на-Дунаї епохи Високого Середньовіччя у австрійській землі Нижня Австрія. Замок зараховують до найзначніших пам'яток ранньої готики Нижньої Австрії і складається з східного та західного трактів, поєднаних між собою забудовою.

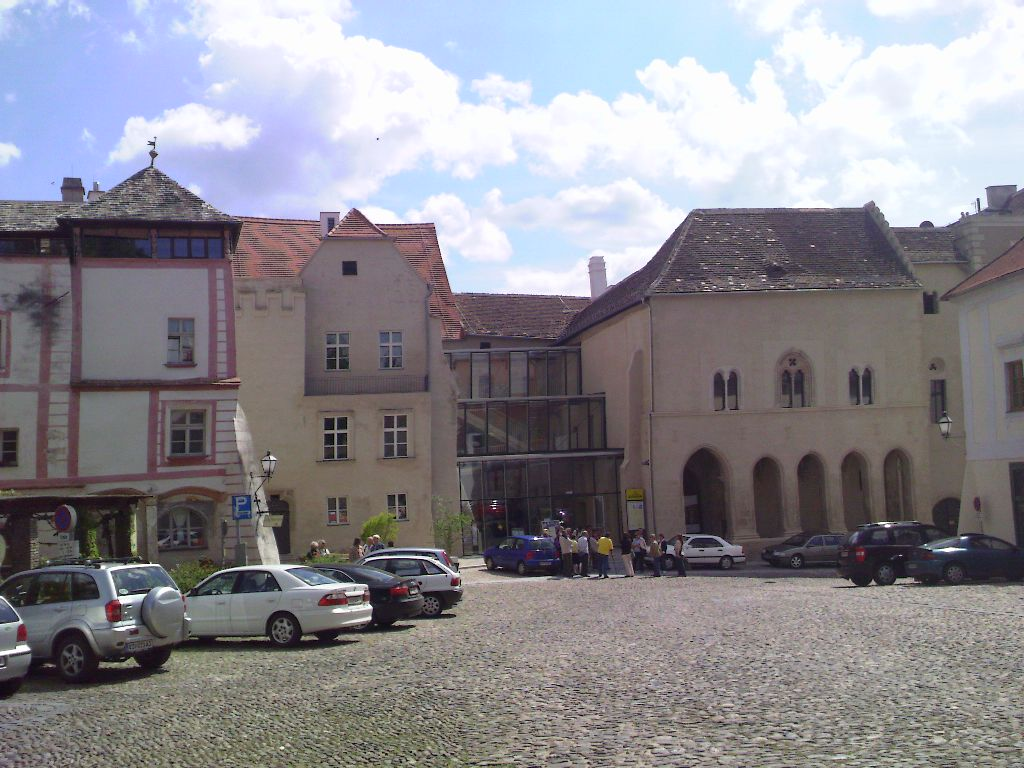
Подвір'я замку

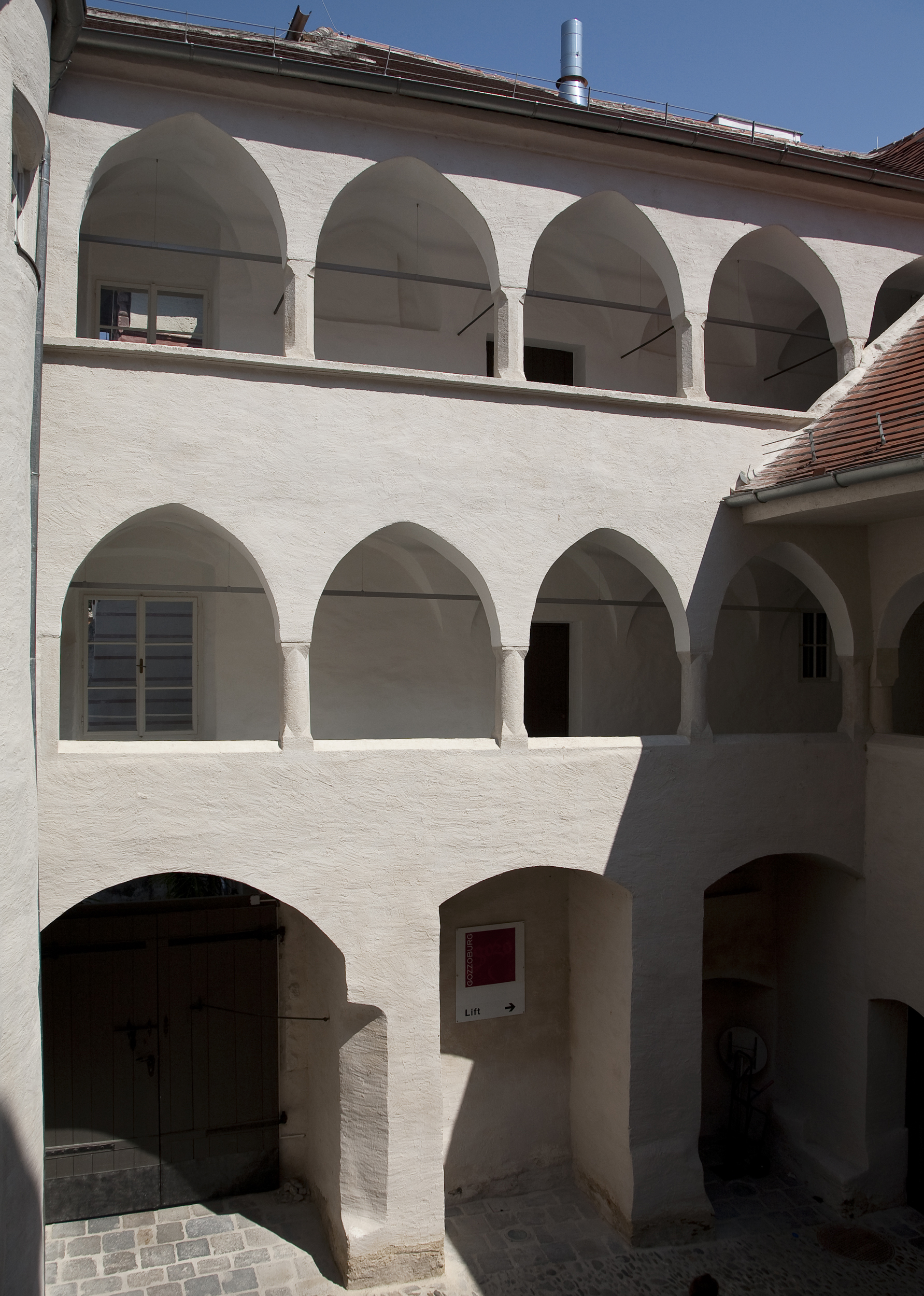
Галереї замку

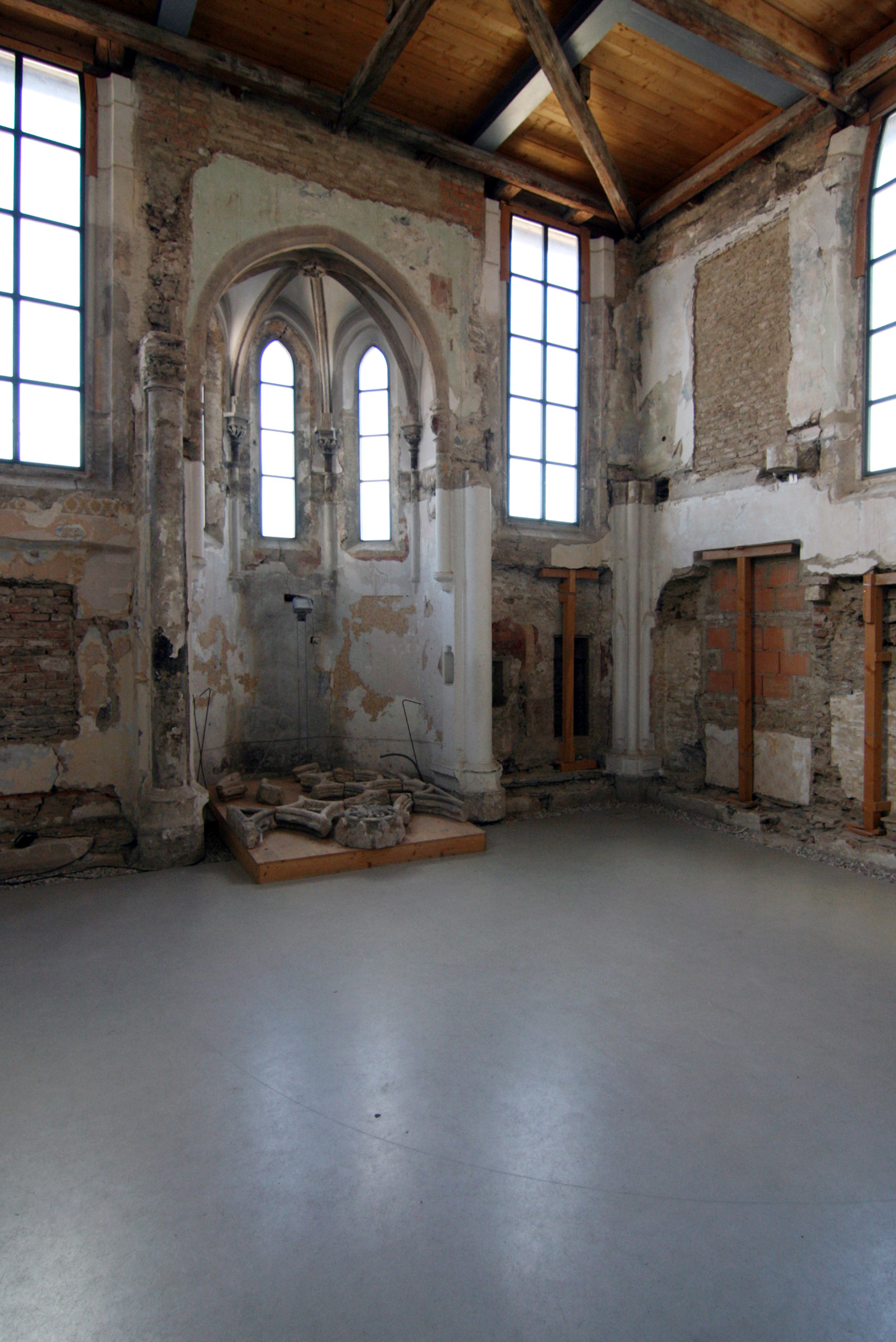
Реставрація каплиці св. Катерини

## Історія
Пізньороманська L-подібна будівля була вимурувана після 1235 і з неї збереглись високий в'їзд та три вікна. Вона лягла в основу замку. Її купив міський суддя Ґоццо з Кремсу і у 1240-х роках розпочав розбудову в три етапи. На 1358 вперше було документально згадано Ґоццобурґ, а 1267 освятили каплицю св. Катерини.
На 1320 замок перейшов у володіння Габсбургів, які віддали його у заставу. Замок облягали 1477 мадярські загони Матвія Корвіна, після чого його перебудували (1484–1487). У ХІХ ст. розібрали замкову вежу, ґрунтовну реконструкцію провели у 1958–1964 роках. Після нової реконструкції літа 2007 замок відкрили 21 вересня для екскурсій. Під час реконструкції у каплиці виявили найстаріші світські фрески Центральної Європи. Замок Ґоццобурґ 2009 став прикладом збереження культурної спадщини і зразкової реконструкції, за що отримав нагороду Europa-Nostra. У Ґоццобурзі розміщується земельне управління консервації пам'яток землі Нижня Австрія.